# The ВЙО
The ВЙО (англ. The VYO) — український музичний гурт. Грає у стилі поп-реґі.

## Історія
Точкою відліку стилю регі в Україні можна вважати утворення гурту «The ВЙО» в місті Кобеляки, Полтавської області у 1991 році. Основу колективу склали гітарист Сергій Підкаура та співак Мирослав Кувалдін. Гітарист Сергій Підкаура грав на танцях і був найбільшим музичним авторитетом у рідних Кобеляках. Саме йому в травні 1990-го і приніс власні пісні колоритний мулат Мирослав «Джон» Кувалдін.
Протягом 10-річного існування гурту музиканти періодично розходилися, сходилися, до них приєднувались інші учасники. Урешті-решт у групі залишилися лише Мирослав Кувалдін та Сергій Підкаура. В 1995 році гурт «The Вйо» став лауреатом фестивалю «Червона рута» із задиркуватою піснею «Ґанджа». Гурт посів третє місце в жанрі танцювальної музики.
Після цього гурт тимчасово призупинив свою діяльність — Кувалдін створив власний проєкт «UnkleBanz», а Підкаура грав у полтавській групі «Авантюра». Через рік, за допомогою ді-джея Пуберта (Сергія «Кузі» Кузьмінського з групи Брати Гадюкіни), Кувалдін перебрався до Києва і як ді-джей Мануна певний час працював у столичних дискотеках. Згодом до нього приєднався Підкаура, і в лютому 1997-го дует підписав контракт із художнім агентством «Територія А» (одночасно Підкаура аранжував пісні Юрка Юрченка).
Пік популярності їхньої музики припав саме на часи співробітництва з мистецькою агенцією «Територія А» і ротації кліпів у однойменному хіт-параді. Споглядаючи колоритну зовнішність Мирослава, глядачі не могли повірити, що хлопець, який народився на сході України, так добре розмовляє українською від народження. Саме в ті часи пісня «Зорі» («Кожен з нас щось може…») стала маніфестом українських растафарі. В 1998 році виходить перший альбом гурту — «Вироби з пластмаси».
У 2000 році гурт оголосив про припинення свого існування. Сергій Підкаура як автор співпрацював із провідними українськими музикантами (Олександром Пономарьовим і Наталією Могилевською). Мирослав Кувалдін розпочав кар'єру телеведучого на каналі М1, у 2004 році був учасником Помаранчевої революції. В 2005 році він записав сольний альбом «Зеркало світу» (рос. Зеркало мира). Для пісень «Все-Одне», «Зеркало світу» і «Пташка» (Птичка) створені кліпи.
Музиканти гурту «The ВЙО» вирішили відновити свою концертну діяльність 21 серпня 2008 року, про що вони оголосили на фестивалі аматорського мистецтва «Вйо, Кобеляки».
Також було вирішено видати альбом «Ganja». До альбому ввійшло 18 треків, записаних за період з 1995 до 1998 року. Частину з цих пісень меломани могли вже чути на касетному альбомі «Вироби з пластмаси». З огляду на численні прохання прихильників, а також на те, що команда знайшла і відреставрувала близько 10 старовинних треків, які вважалися зниклими, музика гурту «The ВЙО» була вперше видана на лазерному диску (тим паче касетні магнітофони вже стали раритетом і великою рідкістю). Новий альбом «Ganja» був виданий у 2008 році. Справжньою прикрасою альбому та логічною крапкою у творчості «The ВЙО» тих часів стала пісня «Каляки-Маляки», написана на вірш «Полтавщині» заслуженого лікаря СРСР і України, академіка Миколи Касьяна (найвідомішого земляка гурту).
У 2012 році гурт видав альбом «Є».
Під час Євромайдану «The ВЙО» підтримував протестувальників своїми виступами.
У травні 2014 року гурт видав альбом «Мапа».
6 липня 2016 гурт виступив із концертом під час святкування Купала у Національному музеї народної архітектури та побуту України в Пирогові в Києві.
10 лютого 2018 року гурт брав участь у півфіналі Національного відбору на «Євробачення 2018» з піснею «Нґанґа», але музиканти не потрапили до фіналу.
20 листопада 2024 року вийшла гра S.T.A.L.K.E.R. 2: Серце Чорнобиля, у якій було залучено пісні The ВЙО як саудтрек.

## Склад гурту
- Мирослав Кувалдін — вокал
- Сергій Підкаура — гітара
- Ілля Клімов — клавішні, секвенція
- Сергій Чегодаєв — бас-гітара
- Василь Солом'яний — барабани
- Олександр Уницький — саксофон († 2025)
- Денис Гриценко — труба

## Дискографія

### Альбоми
| Назва              | Рік  |
| ------------------ | ---- |
| Вироби з пластмаси | 1998 |
| Ganja              | 2008 |
| Є?                 | 2012 |
| Мапа               | 2014 |
| Зелений            | 2017 |

### Сингли
| Назва                                         | Рік  |
| --------------------------------------------- | ---- |
| "Залізний дух"                                | 2014 |
| "Freedom"                                     | 2015 |
| "Кваси"                                       | 2015 |
| "З Житомира"                                  | 2016 |
| "Ципа" (спільно з Мох)                        | 2016 |
| "Нам пороблено"                               | 2016 |
| "Тільки ти" (спільно з Black Omolo)           | 2017 |
| "Прут ріка"                                   | 2018 |
| "Падаю в небо" (спільно з Миколою Мозговим)   | 2018 |
| "По плану"                                    | 2020 |
| "Фазенда виноград" (спільно з Очеретяний кіт) | 2020 |
| "Брати" (спільно з Jonovych)                  | 2021 |

## Кліпи
- Моя Космішна
- Зорі
- Мануна
- Ganja
- Бошетунмай
- На море
- Каляки-маляки (Кобеляки)
- Білі Лілії
- Кіровоград
- Карпати
- The Best
- Нам Пороблено
- Падаю у небо